# Колыбельский сельсовет (Липецкая область)
Колыбельский сельсовет — сельское поселение в Чаплыгинском районе Липецкой области Российской Федерации.
Административный центр — село Колыбельское.

## История
Статус и границы сельского поселения установлены Законом Липецкой области от 23 сентября 2004 года № 126-ОЗ «Об установлении границ муниципальных образований Липецкой области»

## Население
| 2010 | 2012  | 2013 | 2014 | 2015 | 2016 | 2017 |
| ---- | ----- | ---- | ---- | ---- | ---- | ---- |
| 1076 | ↘1025 | ↘998 | ↘965 | ↗967 | ↘937 | ↘934 |
| 2018 | 2021  |      |      |      |      |      |
| ↗939 | ↗1085 |      |      |      |      |      |

## Состав сельского поселения
| № | Населённый пункт   | Тип населённого пункта       | Население |
| - | ------------------ | ---------------------------- | --------- |
| 1 | Демкинские Выселки | деревня                      | 1         |
| 2 | Колыбельское       | село, административный центр | ↘1041     |
| 3 | Мелеховое          | деревня                      | ↘34       |

## Местное самоуправление
Главы сельского поселения
- с января 2015 года - Воронежцева Раиса Владимировна[11]